# Super Liga (Moldavia)
La Super Liga, fino al 2022 Divizia Națională, è la massima serie del campionato moldavo di calcio. È organizzato dalla Federația Moldovenească de Fotbal dal 1992, mentre in precedenza le squadre moldave partecipavano al campionato sovietico. La squadra più titolata è lo Sheriff Tiraspol, che è anche l'unica squadra moldava ad aver partecipato alla fase a gironi della UEFA Champions League.
Per la stagione 2022-2023 occupa il 32º posto nel ranking UEFA delle competizioni per club.

## Formato
Le otto squadre si affrontano per un totale di ventiquattro giornate. Nella prima fase, le otto squadre giocano quattordici giornate, in formato andata e ritorno.  Dopo le quattordici giornate, le prime sei squadre classificate accedono alla seconda fase del campionato, la fase finale. Le ultime due squadre classificate si uniscono alle prime due classificate dei due gironi della Liga 1 e lottano per un posto in Super Liga per la prossima stagione. Nella seconda fase si disputano dieci giornate di andata e ritorno. Tutte le squadre iniziano la seconda fase della competizione con zero punti. Dopo le dieci giornate della seconda fase, vengono stabiliti il club Campione di Moldavia e i club che partecipano alle coppe europee (UEFA Europa Conference League)

## Storia
Un campionato di calcio in Moldavia si disputa fin dal 1949, all'interno dell'Unione Sovietica di cui faceva parte. Dopo la proclamazione dell'indipendenza nel 1991 e l'affiliazione alla UEFA venne organizzato nella primavera del 1992 il primo torneo con 12 squadre iscritte. Nell'autunno dello stesso anno incominciò la stagione 1992-1993 e da allora il campionato inizia a luglio (o agosto) per finire nel mese di maggio.

## Partecipazioni per squadra
Sono 51 le squadre che hanno preso parte ai 35 campionati della Super Liga dal 1992 al 2025-2026
- 35 volte:  Zimbru Chișinău
- 28 volte:  Sheriff Tiraspol
- 27 volte:  Bălți
- 21 volte:  Nistru Otaci,  Tiraspol
- 17 volte:  Milsami Orhei,  Tiligul-Tiras Tiraspol
- 16 volte:  Dacia Chișinău
- 13 volte  Tighina
- 12 volte:  Agro Chișinău,  Petrocub Hîncești,  Speranța Nisporeni
- 10 volte:  CSCA-Rapid Chișinău,  Dinamo-Auto,  Unisport-Auto,  Sfîntul Gheorghe
- 9 volte:  Academia Chișinău
- 7 volte:  Iskra-Stal
- 6 volte:  Găgăuzia,  Politehnica Chișinău
- 5 volte:  Codru Călărași,  Dacia Buiucani,  Torentul Chișinău
- 4 volte:  Costuleni,  Cristalul Făleşti,  Florești,  Nistru Cioburciu
- 3 volte:  MHM-93 Chișinău,  Moldova Boroșeni,  Moldova Gaz Chişinău,  Progresul Briceni,  Roma Bălți,  Saxan,  Spartanii Sportul
- 2 volte:  Codru Lozova,  Locomotiva Basarabeasca,  Speranța C.V.,  Spumante Cricova
- 1 volta:  Attila Ungheni,  Cahul,  CF Ungheni,  Ciuhur Ocnița,  Energhetic Dubăsari,  Happy End Camenca,  Politehnica UTM,  Prut Leova,  Sinteza Căuşeni,  Spicul Chișcăreni,  Stimold MIF Chișinău,  Universul Ciuciuleni,  Veris Chișinău

## Squadre partecipanti
Vengono riportate le squadre militanti nella stagione 2025-2026.
| Club              | Stagione attuale | Città    | Stadio                 | Stagione precedente    |
| ----------------- | ---------------- | -------- | ---------------------- | ---------------------- |
| Bălți             |                  | Bălți    | Municipale             | 5º posto in Super Liga |
| Dacia Buiucani    |                  | Chișinău | Municipale (Nisporeni) | 1º posto in Liga 1     |
| Milsami Orhei     |                  | Orhei    | CSR Orhei              | Campione di Moldavia   |
| Petrocub Hîncești |                  | Hîncești | Municipale             | 4º posto in Super Liga |
| Politehnica UTM   |                  | Chișinău | Municipale (Suruceni)  | 2º posto in Liga 1     |
| Sheriff Tiraspol  | dettagli         | Tiraspol | Sheriff                | 2º posto in Super Liga |
| Spartanii Sportul |                  | Chișinău | Municipale (Suruceni)  | 6º posto in Super Liga |
| Zimbru Chișinău   |                  | Chișinău | Zimbru                 | 3º posto in Super Liga |

## Albo d'oro
Viene riportato l'albo d'oro del campionato dal 1992.
- 1992  Zimbru Chișinău (1)
- 1992-1993  Zimbru Chișinău (2)
- 1993-1994  Zimbru Chișinău (3)
- 1994-1995  Zimbru Chișinău (4)
- 1995-1996  Zimbru Chișinău (5)
- 1996-1997  Constructorul Chișinău (1)
- 1997-1998  Zimbru Chișinău (6)
- 1998-1999  Zimbru Chișinău (7)
- 1999-2000  Zimbru Chișinău (8)
- 2000-2001  Sheriff Tiraspol (1)
- 2001-2002  Sheriff Tiraspol (2)
- 2002-2003  Sheriff Tiraspol (3)
- 2003-2004  Sheriff Tiraspol (4)
- 2004-2005  Sheriff Tiraspol (5)
- 2005-2006  Sheriff Tiraspol (6)
- 2006-2007  Sheriff Tiraspol (7)
- 2007-2008  Sheriff Tiraspol (8)
- 2008-2009  Sheriff Tiraspol (9)
- 2009-2010  Sheriff Tiraspol (10)
- 2010-2011  Dacia Chișinău (1)
- 2011-2012  Sheriff Tiraspol (11)
- 2012-2013  Sheriff Tiraspol (12)
- 2013-2014  Sheriff Tiraspol (13)
- 2014-2015  Milsami Orhei (1)
- 2015-2016  Sheriff Tiraspol (14)
- 2016-2017  Sheriff Tiraspol (15)
- 2017  Sheriff Tiraspol (16)
- 2018  Sheriff Tiraspol (17)
- 2019  Sheriff Tiraspol (18)
- 2020-2021  Sheriff Tiraspol (19)
- 2021-2022  Sheriff Tiraspol (20)
- 2022-2023  Sheriff Tiraspol (21)
- 2023-2024  Petrocub Hîncești (1)
- 2024-2025  Milsami Orhei (2)

### Vittorie per squadra
| Club              | Titoli | Anni |
| ----------------- | ------ | --- |
| Sheriff Tiraspol  | 21     | 2000-2001, 2001-2002, 2002-2003, 2003-2004, 2004-2005, 2005-2006, 2006-2007, 2007-2008, 2008-2009, 2009-2010, 2011-2012, 2012-2013, 2013-2014, 2015-2016, 2016-2017, 2017, 2018, 2019, 2020-2021, 2021-2022, 2022-2023 |
| Zimbru Chișinău   | 8      | 1992, 1992-1993, 1993-1994, 1994-1995, 1995-1996, 1997-1998, 1998-1999, 1999-2000 |
| Milsami Orhei     | 2      | 2014-2015, 2024-2025 |
| Dacia Chișinău    | 1      | 2010-2011 |
| Tiraspol          | 1      | 1996-1997 |
| Petrocub Hîncești | 1      | 2023-2024 |

## Record
- Record di vittoria del campionato con turni di anticipo sulla fine: 5 -  Sheriff Tiraspol (2019)
- Record di campionati vinti consecutivamente: 10 -  Sheriff Tiraspol (tra il 2000-2001 e il 2009-2010)
- Record di stagioni complessive in campionato: 33 -  Zimbru Chișinău (tra il 1992 e il 2024-2025)
- Record di stagioni consecutive in campionato: 33 -  Zimbru Chișinău (tra il 1992 e il 2024-2025)
- Record di punti in un singolo campionato: 99 -  Sheriff Tiraspol (2020-2021)

## Simboli (stella)
L’unica società che può fregiarsi di stelle è la seguente:
- Sheriff Tiraspol (2009-2010) e (2021-2022)